# Abbaye de Holy Cross
L’abbaye de Holy Cross (en irlandais Mainistir na Croise Naofa) était une abbaye cistercienne irlandaise située dans le comté de Tipperary, dans le village du même nom (en).
Fondée en 1180 par Domnall Mor O'Brien, qui y fait venir des moines de Monasteranenagh, l'abbaye se développe d'abord timidement. Mais le don par Isabelle d'Angoulême d'une relique de la Vraie Croix permet son développement, avec la création d'un pèlerinage régulier. Si l'abbaye est, en termes de taille, relativement modeste, cette richesse spirituelle et temporelle ainsi que sa reconstruction presque intégrale en style gothique tardif au XVe siècle en font un des joyaux de l'architecture religieuse irlandaise.
Confrontée à la dissolution, l'abbé choisit de se séculariser en collège pour subsister, puis de desservir une paroisse de l'Église d'Irlande. Malgré un bref renouveau écrasé par Cromwell au XVIIe siècle, elle finit par fermer définitivement en 1740.
Restaurée à partir de 1833 et protégée en tant que Monument national à partir de 1880, l'église, qui a conservé la relique, retrouve une fonction liturgique à partir de 1969.

## Localisation
L'abbaye est située dans la paroisse civile (en) de Holycross (en) à laquelle elle a donné son nom, en rive droite, c'est-à-dire occidentale, de la Suir. Le village est situé à cinq kilomètres environ au sud-ouest de Thurles et une quinzaine de kilomètres au nord de Cashel.

## Histoire

### Fondation

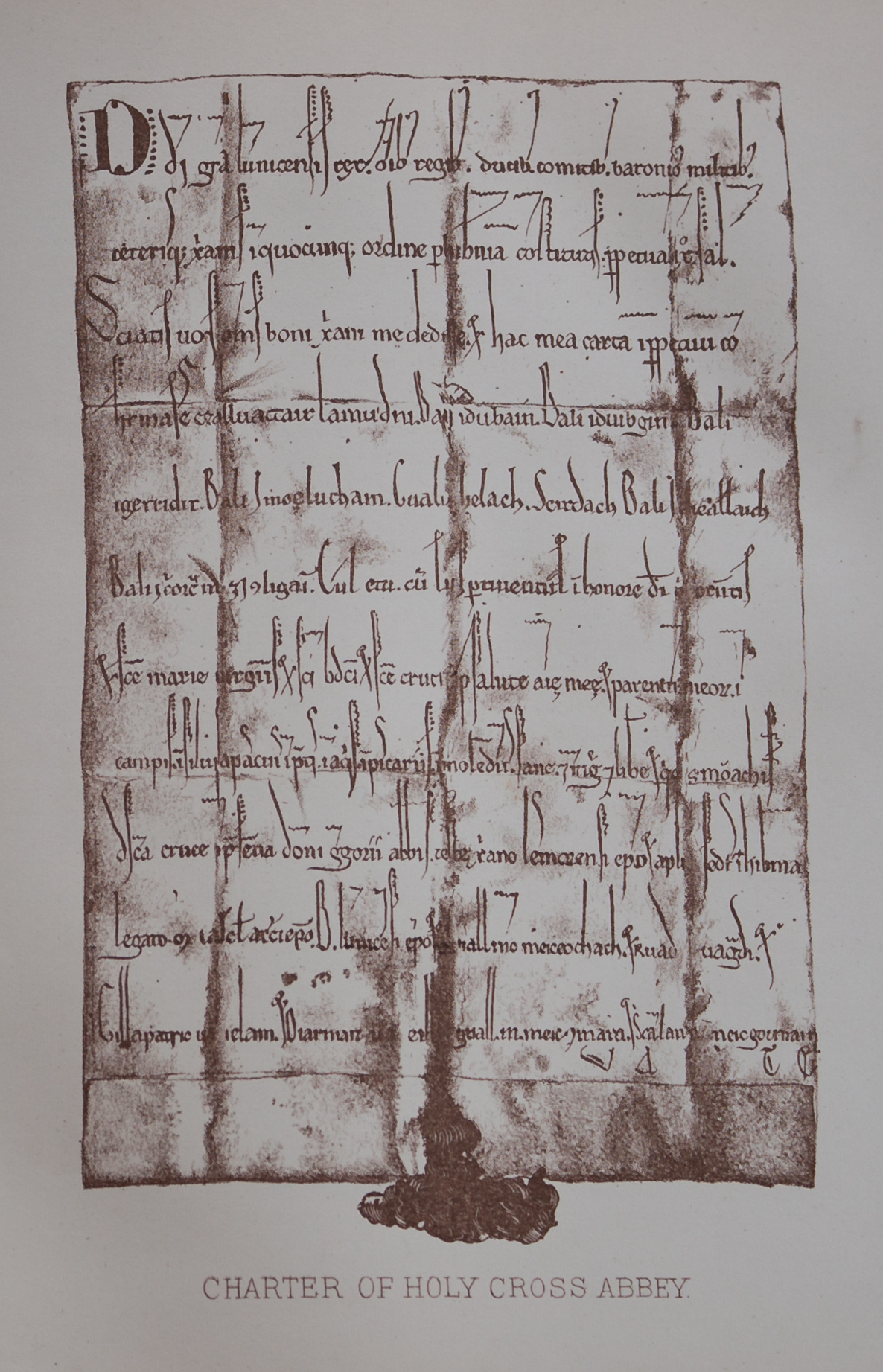
Charte de fondation de l'abbaye de Holy Cross, signée par Domnall Mor O'Brien.

L'abbaye est fondée en 1180 ou 1182, quoique les chartes de fondation de Domnall Mor O'Brien ne datent que de 1185-1186. La présence antérieure d'une abbaye bénédictine a été avancée, mais sans preuves archéologiques ou documentaires suffisantes,. C'est, dans l'ordre chronologique, la onzième des quarante-deux abbayes cisterciennes médiévales que compte l'Irlande.
Le nom originel du lieu et de l'abbaye est Uachtar-Lamhan,.

### Moyen Âge
Les débuts de l'abbaye sont difficiles durant plus de quarante années. En 1227, une inspection est organisée par le chapitre général afin de décider si l'abbaye est maintenue ou s'il faut l'unir à celle d'Abington. Le visiteur est Étienne de Lexington qui estime que l'abbaye peut se maintenir, et qui décide seulement d'envoyer un moine en renfort depuis Dunbrody. Ce « soutien » est aussi une manière de contrer la conspiration de Mellifont, qui voit la filiation de Mellifont se révolter contre les usages anglo-normands encouragé par les cisterciens au nom de l'unité de l'ordre.
L'abbaye acquiert, sans doute au XIIIe siècle, une relique de la Vraie Croix, qui lui aurait été offerte par Isabelle d'Angoulême, en remerciement d'une sépulture offerte par les moines à Pierce the fair, fils qu'elle avait eu de son second mari Hugues X de Lusignan. Durant les trois siècles et demi qui suivent, un pèlerinage s'organise pour vénérer cette relique, qui est une des plus considérables de l'Occident crétien,,.

### Reconstruction auXVesiècle
Au XVe siècle, l'abbaye est sous la protection des comtes d'Ormonde. Le quatrième comte, James Butler, apporte une aide substantielle à la communauté cistercienne afin qu'elle rebâtisse l'abbaye. Le chantier pourrait avoir débuté en 1431, et avoir duré jusqu'à la fin du siècle. En conséquence, la nouvelle abbatiale est dotée d'un style gothique tardif, ornementé de nombreuses sculptures décoratives représentant en particulier des animaux.

### Dissolution et persistance de la communauté religieuse
En 1536, l'abbé John de Newry visite Holy Cross et se montre extrêmement critique sur le manque d'observance de la règle. Il publie à ce sujet une liste de neuf réglements à suivre, qui concernent aussi bien la liturgie que le comportement moral des moines.
Lors de la dissolution, les revenus annuels de l'abbaye de Holy Cross sont estimés à 66 livres, ce qui en fait un monastère relativement modeste en comparaison des abbayes anglaises, mais plutôt plus riche que la moyenne des monastères irlandais. L'abbé Philip Purcell, voulant éviter une fermeture définitive, décide de transformer le monastère en collège séculier. Néanmoins, l'administration royale fait main basse sur les biens fonciers et mobiliers de l'abbaye, pour les donner à des aristocrates, ce que déplorent les moines.
En 1558, Thomas Butler, nouveau propriétaire de l'abbaye, concède l'usage des bâtiments aux moines pour peu qu'ils se mettent au service de la paroisse selon la liturgie anglicane du livre de la prière commune. En 1583, Dermot O'Hurley, archevêque de Cashel et Emly, visite l'abbaye.
En 1613, Luke Archer devient abbé de Holycross ; héraut d'un renouveau de l'ordre cistercien en Irlande, il cherche à faire de Holy Cross le noviciat de toute l'Irlande. Reconnu vicaire général des cisterciens pour l'île, il nomme nombre de ses moines à la tête de maisons irlandaises, en particulier Mellifont et Dublin ; toutefois, ces nominations n'ont sans doute été qu'honorifiques, sans qu'elles aient correspondu à la réalité d'une multiplicité de communautés. En 1623 ou 1632, en butte au pouvoir politique, il est forcé de quitter Holy Cross avec ses moines et de s'établir à Kilkenny ; il poursuit ses efforts de reconquête jusqu'en 1637 ; à cette date, malade, il doit cesser ses actions et meurt le 19 décembre 1644. Il est enterré à Holy Cross. Le timide renouveau entrepris est définitivement enterré par la conquête cromwellienne de l'Irlande en 1649 et 1650,.
L'abbé se maintient sous la forme souhaitée par les commanditaires anglais jusqu'en 1740 ; à cette date, Edmund Cormack, le dernier abbé meurt et la vocation religieuse de l'édifice cesse,.

### Après l'abbaye

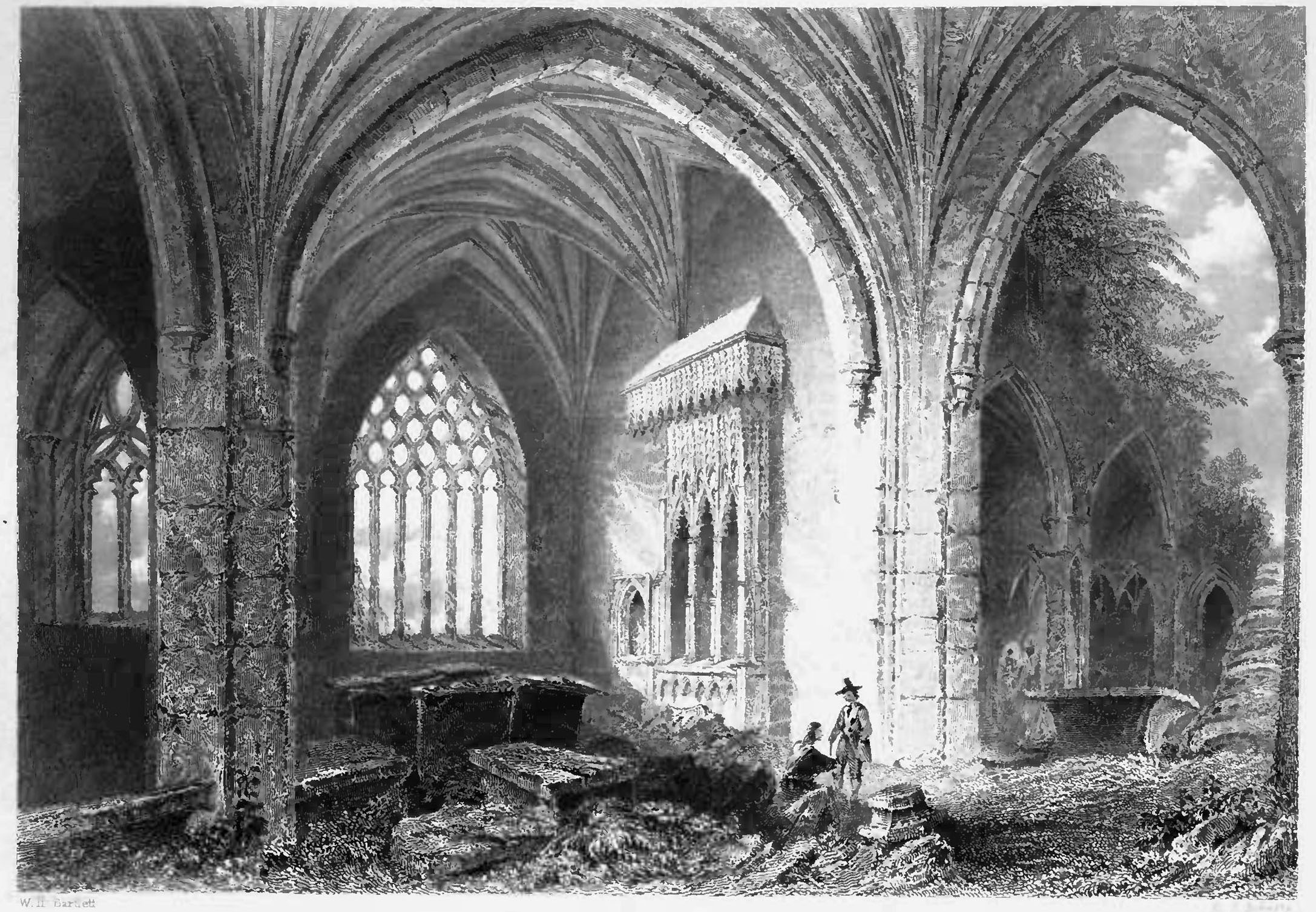
L'église de Holy Cross en 1841.

Durant presque un siècle, les bâtiments sont délaissés. La relique de la Vraie Croix passe pour avoir disparu en 1807. En 1833, le nouveau propriétaire des lieux, Charles Wall, s'intéresse au monastère sur le plan patrimonial et commence les restaurations, notamment sur la nef et les verrières orientales du chevet. La propriété du monument est transférée à l'État en 1880, qui en fait à cette date un Monument national. La relique de la Croix aurait été retrouvé aux alentours de cette date et rendue en 1888,.
À partir de 1969, l'ancienne  abbatiale est rendue au culte sous forme d'église paroissiale. En conséquence, des remaniements sont apportés aux bâtiments en vue de leur nouvelle fonction entre 1971 et 1975.
Le 11 octobre 2011, un groupe de trois hommes vole les reliques de la Vraie Croix, à l'aide d'une meuleuse d'angle portative, ainsi qu'une croix métallique en or. Les objets sont retrouvés par la Garda Síochána quelques mois plus tard et restitués le 17 janvier 2012 à la paroisse.

## Architecture
L'église est en forme de croix latine orientée, mais légèrement décalée vers le sud, compte tenu des contraintes locales. Elle comprend une nef, un transept, une tour-clocher s'élevant à la croisée du transept, enfin un chœur se terminant à l'est par un chevet plat, ce chœur étant flanqué de deux chapelles latérales de chaque côté, donnant sur les deux bras du transept.
Les traces de l'église originelle du XIIe siècle sont très peu nombreuses et se limitent aux arcades septentrionales de la nef ainsi qu'à certains éléments de la partie méridionale. Le reste date majoritairement de la grande reconstruction gothique du XVe siècle. Cette reconstruction montre des traces d'influence française visible notamment dans la verrière orientale, la toiture rainurée du chœur et des chapelles latérales, ainsi que la voûte nervurée sous la tour-clocher.

Éléments architecturaux de l'abbaye de Holy Cross
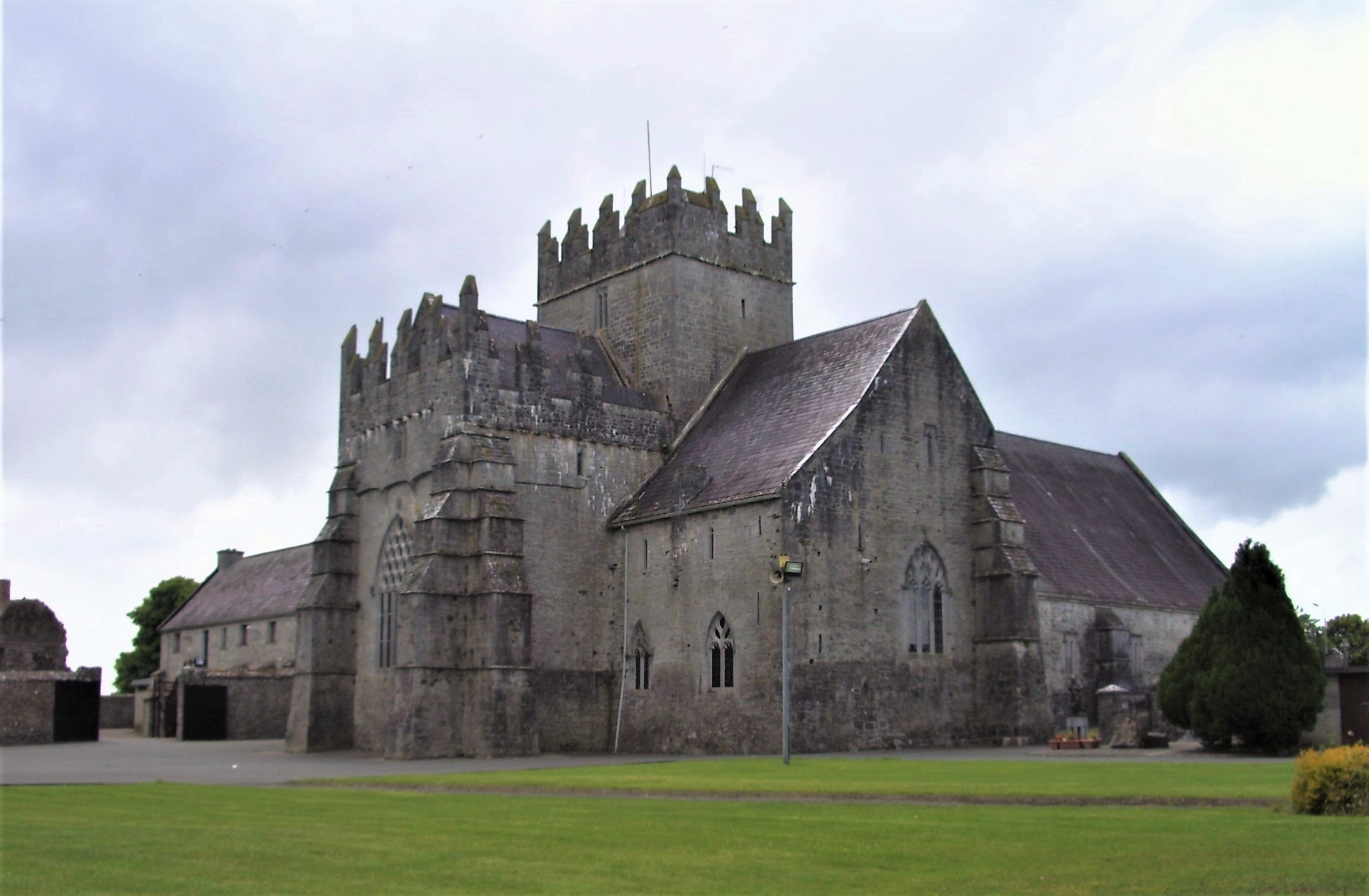
Vue générale de l'église.
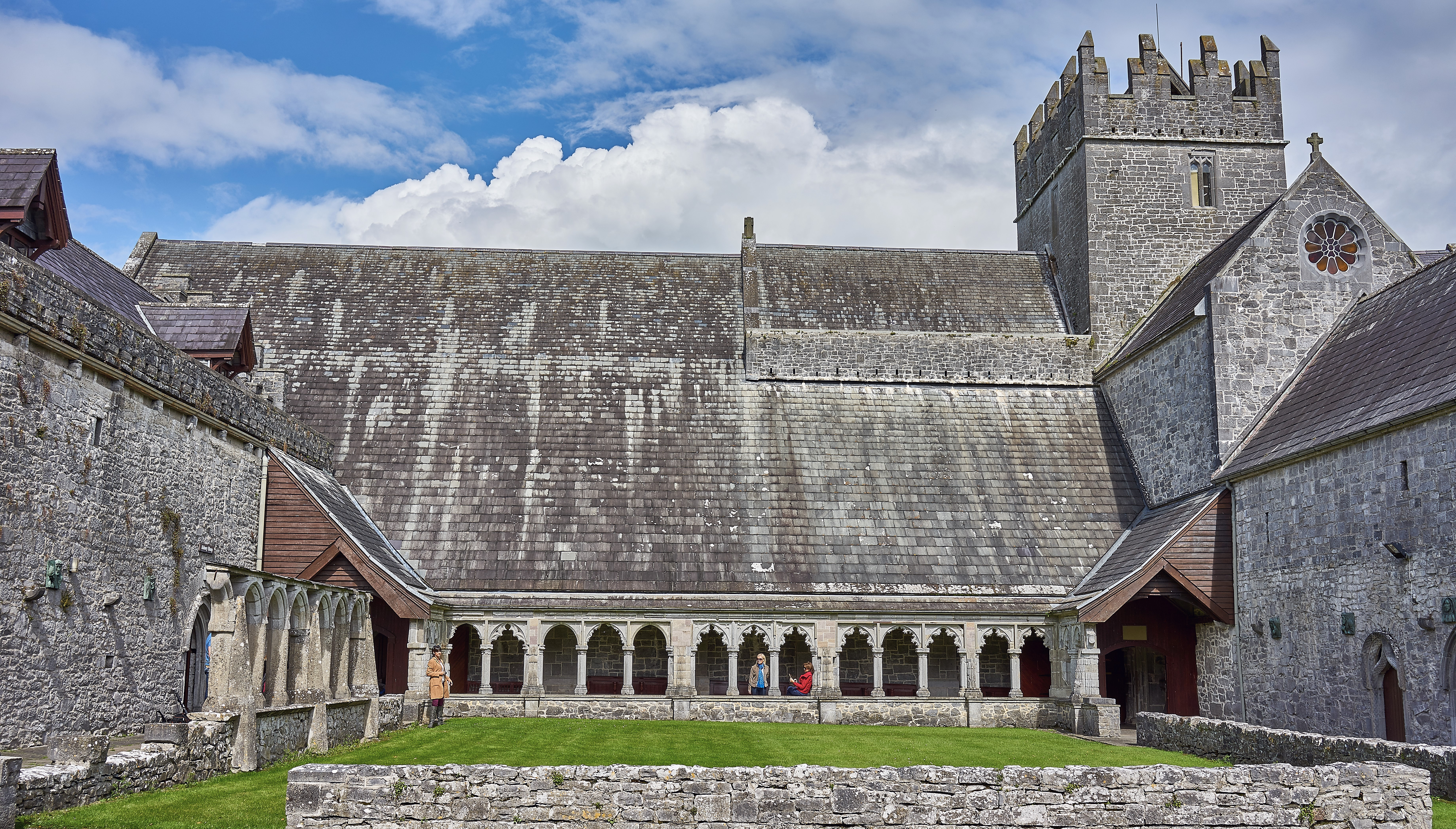
Le cloître de Holy Cross en 2015.
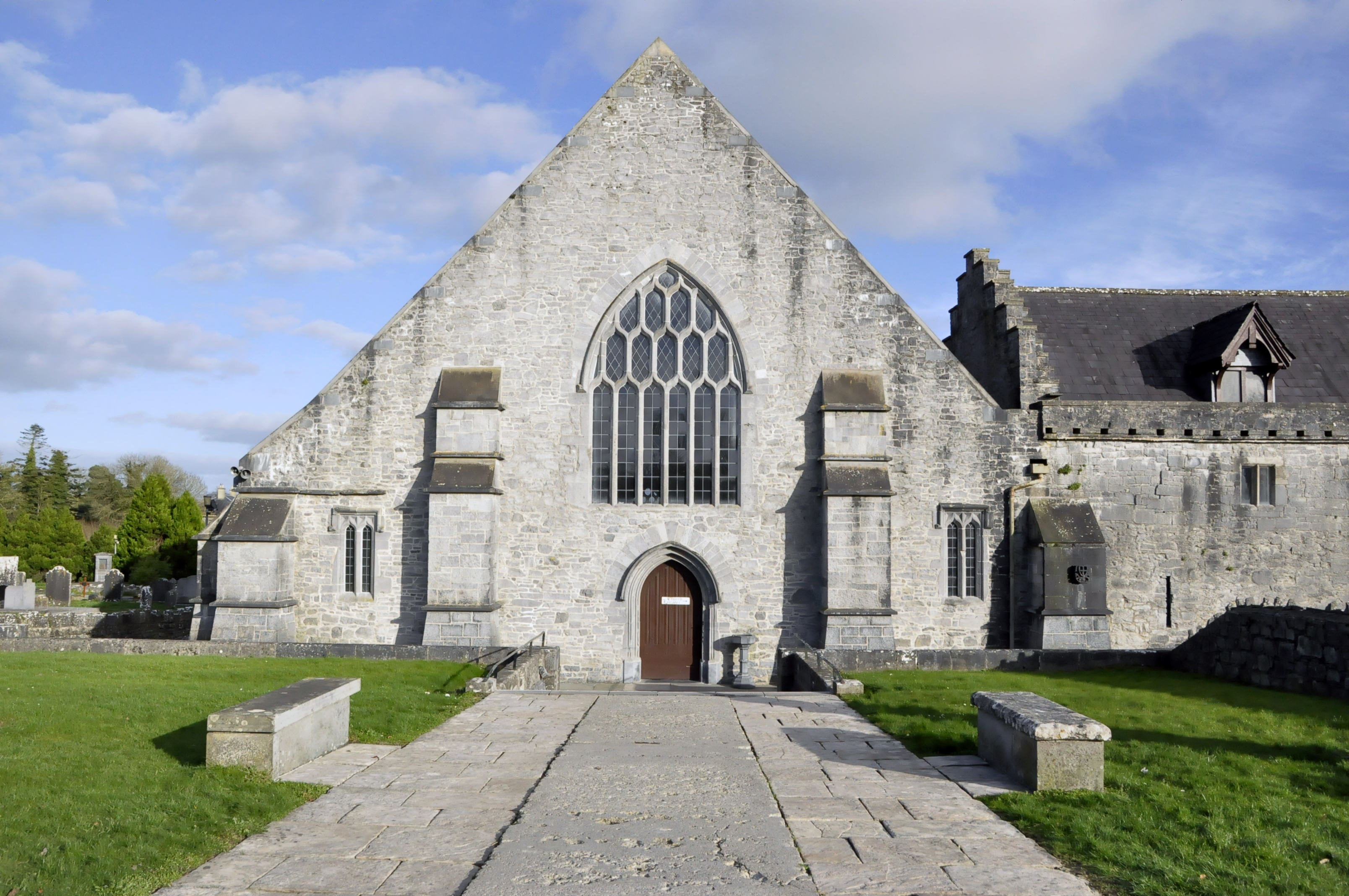
La façade de l'église paroissiale.
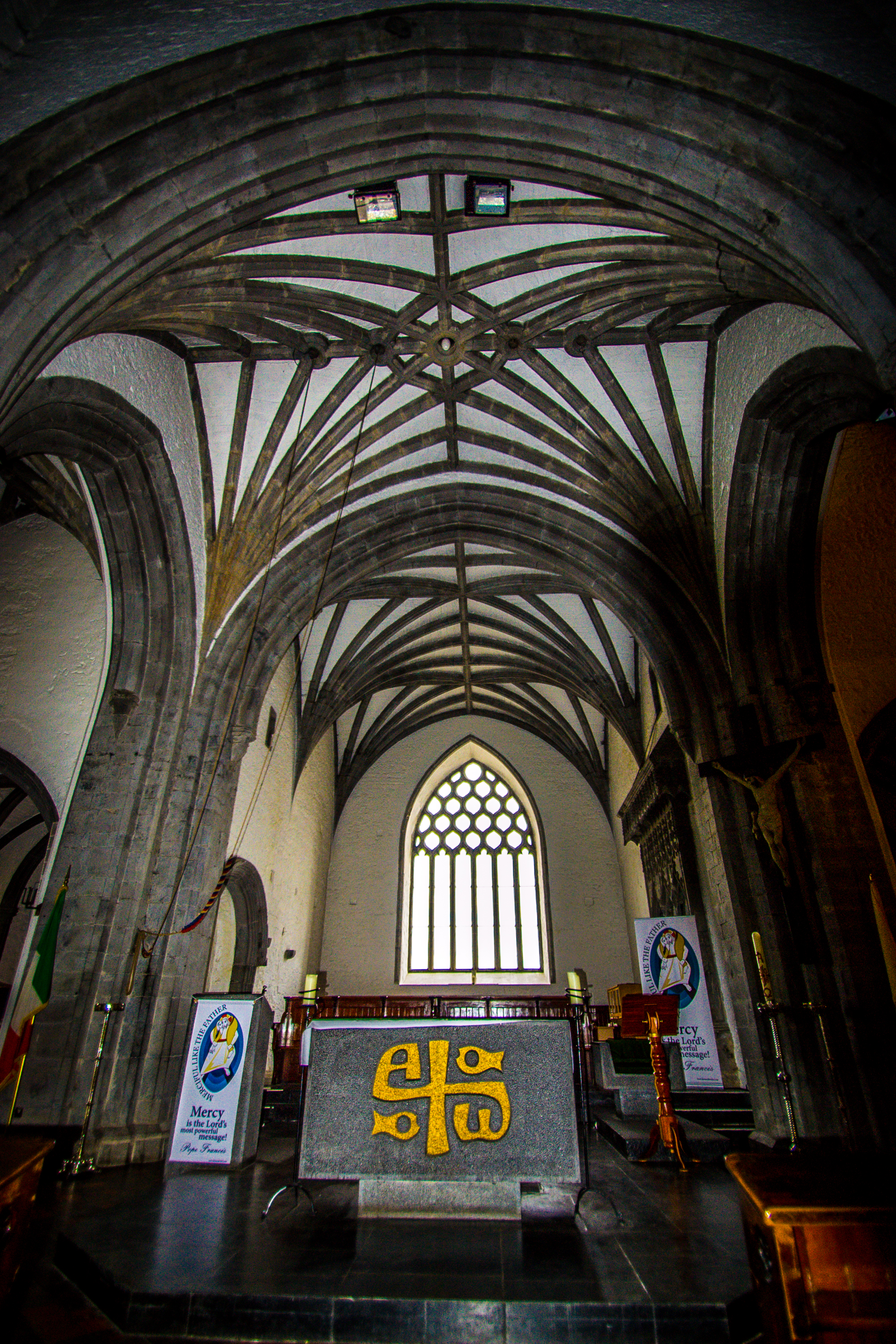
Le sanctuaire de l'église paroissiale vu en 2016.

L'église abrite toujours plusieurs tombes ; l'une d'entre elles, ornée d'une trame feuillagée à travers laquelle on peut voir la croix de Saint-Georges, les armes royales de l'Angleterre écartelées avec celles de la France, passe selon la tradition pour celle d'Isabelle d'Angoulême. Elle est située dans une Sedilia située sur le côté du chœur,.
Le clocher abriterait la plus ancienne cloche d'Irlande.